# Orphnodula argyrosterna
Orphnodula argyrosterna là một loài bọ cánh cứng trong họ Cerambycidae.